# Neanthes kerguelensis
Neanthes kerguelensis är en ringmaskart som först beskrevs av McIntosh 1885.  Neanthes kerguelensis ingår i släktet Neanthes och familjen Nereididae. Inga underarter finns listade i Catalogue of Life.